# Apetzko Deyn von Frankenstein
Apetzko Deyn von Frankenstein (auch Apeczko Deyn von Frankenstein; † 13. April 1352 in Breslau, Herzogtum Breslau) war von 1345 bis 1352 Bischof von Lebus.

## Leben
Apetzko (auch Apeczko oder Arbogast) von Frankenstein, entstammte einer Breslauer Bürgerfamilie. Sein Vater Deyn soll ein deutscher Kolonist aus Frankenstein gewesen sein, der seinen Wohnsitz nach Breslau verlegte, wo er Stadtrat wurde. Vermutlich studierte Apetzko an der Universität Bologna, wo er den Abschluss eines Dr. decretorum erwarb. Erstmals erwähnt wurde er 1326 als Breslauer Konsistorialrat. Von 1334 bis 1339 war er Domherr und anschließend bis 1344 Domscholaster sowie zeitweise auch Offizial in Breslau. Weitere Pfründen erhielt er 1339 als Scholastiker in Lebus, außerdem war er Kanoniker in Meißen. Nach dem Tod des Bischofs Nanker 1341 war er einer der Breslauer Bistumsadministratoren.
Am 19. Oktober 1345 wurde er von Papst Clemens VI. zum Bischof von Lebus ernannt und in Rom geweiht. 1347 nahm er an der Krönung Karls IV. zum König von Böhmen teil. Dem Bistum Breslau stiftete er ein Lektorat für Theologie am Breslauer Dom. Seine wertvolle Büchersammlung verschrieb er dem dortigen Domkapitel. Er starb am 13. April 1352 und wurde im Breslauer Dom beigesetzt.